# Billaea biserialis
Billaea biserialis là một loài ruồi trong họ Tachinidae.